# Grêmio Esportivo Guaçuano
O Grêmio Esportivo Guaçuano é um clube brasileiro de futebol da cidade de Mogi Guaçu (SP).
A equipe foi fundada em 10 de junho de 1960 e disputou quatro edições do campeonato paulista da terceira divisão (atual A3), entre 1970 e 1972, e em 1974; e uma edição do paulista da quarta divisão (atual B), em 1969.
Atualmente o departamento de futebol do clube participa apenas de competições amadoras.